# La Matea
La Matea es una aldea perteneciente al municipio de Santiago-Pontones, en la provincia de Jaén (Andalucía, España). Se encuentra a unos 6 km al suroeste de Santiago de la Espada, dentro del Parque natural de Cazorla, Segura y Las Villas. Junto a la aldea discurre el arroyo del Muso. Cuenta con una población a 1 de enero de 2020 según el INE de 301 personas.

## Demografía
Evolución de la población
| Gráfica de evolución demográfica de La Matea entre 2000 y 2019     |
|                                                                    |
| Población de derecho (2000-2019) según el padrón municipal del INE |

## Economía
La actividad económica de la aldea está basada en el turismo rural, con distintas posibilidades de alojamiento rural y restauración, y en otras actividades relacionadas con el medio, como la ganadería (pastoreo de montaña y trashumante), la agricultura, la caza, y las tareas silvícolas y forestales.

## Fiestas de la Virgen Milagrosa
Durante la festividad de San Pedro, el 29 de junio de cada año, se procesiona por la aldea a la Virgen Milagrosa. Esta tradición se remonta a los años en los que los pastores, tras finalizar la transhumancia a finales de junio, regresaban a la aldea para llevar a cabo el agostadero por la Sierra de Segura. Como agradecimiento y modo de implorar su protección, los pastores y aldeanos procesionaban a la Virgen Milagrosa.
Durante estos días de junio se celebra en la aldea cada año, además de la romería, una lidia de reses bravas, una carrera popular, una tradicional carrera de cintas a caballo, un concurso de fotografía, un campeonato de bolos serranos, una subasta de corderos segureños, una degustación del mismo, un baile y una verbena, entre otras actividades.

## Conexión por carretera
La aldea de La Matea se encuentra conectada con las aldeas de su entorno por medio de la carretera de alta montaña JV-7045, la cual conecta con la carretera autonómica andaluza A-317, que conecta con Santiago de la Espada y Pontones.